# Довга дорога до себе
«Довга дорога до себе» (рос. «Долгая дорога к себе») — радянський художній фільм 1983 року.

## Сюжет
Конфлікт в сім'ї молодят — Шурик, далекий від творчих мук, ревнує дружину-художницю Анну до її творчих пошуків. Не вірячи в талант дружини і втомившись від її творчого самозречення, він приховує роботи від мистецтвознавця, сказавши дружині, що вони не пройшли відбір. Пізніше Анна дізнається, чому її картини не потрапили на виставку.

## У ролях
- Євгенія Симонова —  Анна, дружина Шурика, художниця
- Микола Караченцов —  Шурик, чоловік Анни
- Лілія Гриценко —  Олена Володимирівна
- Тетяна Лаврова —  Таня
- Віктор Євграфов —  Сергій
- Олег Пальмов —  Скворцов
- Лариса Мальованна —  Костроміна
- Володимир Летенков —  Міша
- Андрій Толубєєв —  Дмитро Миколайович, керівник будівництва

## Знімальна група
- Автор сценарію —  Євген Габрилович, Соломон Розен
- Режисер —  Наталія Трощенко
- Оператор —  Генріх Маранджян
- Художник —  Римма Нарінян
- Композитор —  Владислав Успенський